# Izčistek
Izčistek, očistek ali klirens je v farmakologiji teoretična prostornina krvne plazme, ki se v določenem času (običajno izražamo očistek na časovno enoto 1 minute) pri prehodu skozi ledvice popolnoma očisti določene snovi. Izčistek je merilo za hitrost izločanja neke substance iz krvi v seč. 
Nižji kot je izčistek snovi, težje se substanca izloča iz telesa. Pri izločanju snovi so pomembni trije procesi, ki potekajo v ledvičnih glomerulih:
- glomerulna filtracija (precejanje plazme iz kapilarnega pleteža v glomerulno kapsulo),
- reabsorpcija (vsrkavanje snovi iz ledvičnih cevk nazaj v kapilare),
- sekrecija (izločanje snovi iz kapilar v ledvične cevke).

Hitrejša je glomerulna filtracija, več snovi preide iz krvi v seč in višji je izčistek. Takšne snovi se torej zlahka odstranijo iz krvi. Če je prisotna še sekrecija, se izločanje snovi v seč dodatno pospeši, klirens za takšne snovi pa je višji. Prisotnost reabsorpcije pa izločanje snovi upočasni in zniža vrednost izčistka, saj molekule snovi prehajajo iz ultrafiltrata v ledvičnih cevkah nazaj v kapilare.
Pogosto se izčistek narobe razume kot količina tekočine, ki se filtrira v ledvice ali kot prostornina krvi, ki se očisti dotične snovi v časovni enoti. Do teh zmotnih predstav prihaja zlasti zato, ker ima izčistek enako enoto kot prostorninski pretok (prostornina/čas). 